# Hochwildpark Rheinland
Koordinaten: 50° 36′ 23″ N, 6° 40′ 44,1″ O

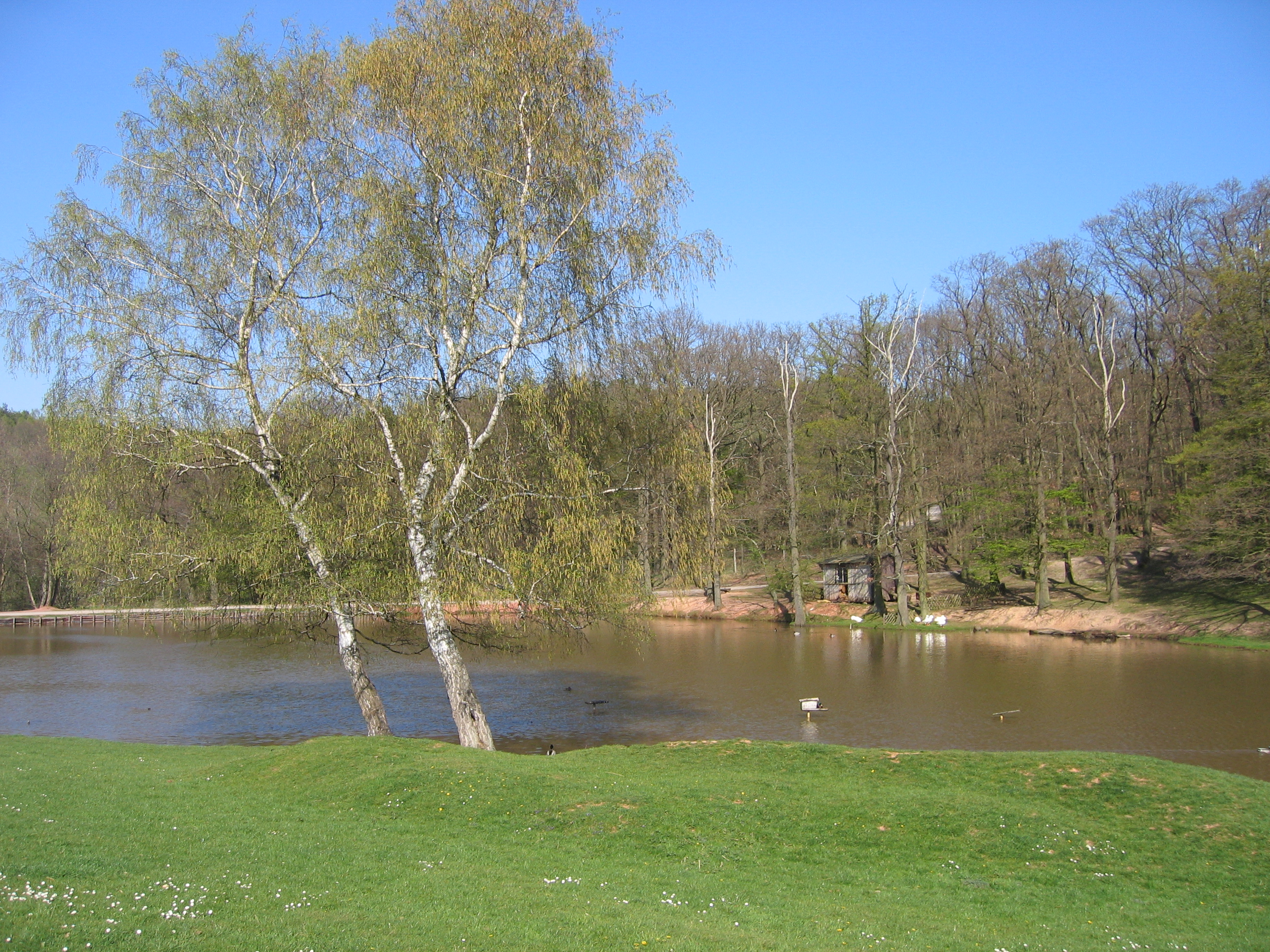
See im Rotwild-Gehege des Hochwildparks

Der Hochwild- und Landschaftspark Kommern ist ein etwa 43 Hektar großer Wildpark bei Mechernich-Kommern (Kreis Euskirchen).
Der Wildpark ermöglicht es den Besuchern, verschiedene Wildtiere wie Rotwild, Damwild, Sikawild, Wildschweine sowie Emus in teilweise freier Wildbahn zu beobachten. Das Elchgehege ist aus Sicherheitsgründen nicht öffentlich zugänglich. Beobachtungstribünen und -terrassen sind vorhanden, um die Tierbeobachtung zu erleichtern.
Auf dem Gelände befinden sich außerdem eine Eulenfalknerei mit großzügigen Volieren. Die Eulen können täglich bei Spaziergängen und Fütterungen beobachtet werden. Der Park beherbergt außerdem verschiedene Kleintiere, die teilweise in begehbaren Gehegen gehalten werden, darunter Minischweine, Minirinder und ab Herbst 2025 Kamerunschafe und Zwergziegen.
Für Familien mit Kindern gibt es in unmittelbarer Nähe zum Kleintiergehe einen Abenteuerspielplatz.
Das gastronomische Angebot umfasst einen Kiosk am Spielplatz sowie ein Restaurant mit  Terrasse und ganzjährigem Outdoor Barbecue-Grill. Zudem können drei Grillplätze für private Veranstaltungen angemietet werden.
Der Hochwildpark ist ganzjährig geöffnet.